# بيريزاد زواربيان
بيريزاد زواربيان هي ممثلة هندية، ولدت في 23 أكتوبر 1973 في الهند.

## أعمال

### أفلام
- (2007) سلام إشق

## وصلات خارجية
- بيريزاد زواربيان على موقع IMDb (الإنجليزية)
- بيريزاد زواربيان على موقع ألو سيني (الفرنسية)
- بيريزاد زواربيان على موقع أول موفي (الإنجليزية)
- بيريزاد زواربيان على موقع قاعدة بيانات الفيلم (الإنجليزية)
- بيريزاد زواربيان على موقع كينوبويسك (الروسية)